# مارکوس انگر
مارکوس انگر (انگلیسی: Markus Unger؛ زادهٔ ۱۸ نوامبر ۱۹۸۱) بازیکن فوتبال اهل آلمان است.
از باشگاه‌هایی که در آن بازی کرده‌است می‌توان به اشپورت فقاند زیگن و باشگاه فوتبال آینتراخت برانشوایگ اشاره کرد.